# Kuju Entertainment
Kuju Entertainment ist ein britischer Auftragsentwickler für Computerspiele.

## Geschichte
Das Unternehmen entstand 1998 nach einem Management-Buy-out des Studios Simis im britischen Shalford, Surrey. Dieses war drei Jahre zuvor vom britischen Publisher Eidos Interactive übernommen worden und wurde von den beiden Studiogründern Ian Baverstock und Jonathan Newth zurückgekauft. Der Name „Kuju“ leitet sich ab vom jeweils ersten Buchstaben des Vornamens der beiden Unternehmensgründer. Diese entsprechen dem neunten bzw. zehnten Buchstaben des Alphabets, was im Japanischen an gleicher Stelle „ku“ und „ju“ entspricht. Der Name Simis wurde noch einige Jahre als Label für die Flugsimulationen des Studios verwendet und schließlich aufgegeben. Kuju Entertainment übernimmt Auftragsarbeiten für eine Vielzahl namhafter Publisher und entwickelt für alle führenden Spieleplattformen.
2004/2005 trug Kuju unter anderem Teile zur Entwicklung von EyeToy: Play 2 und EyeToy: Play 3 für die PlayStation 2 bei. Daneben entwickelte das Unternehmen den Mehrspieler-Modus zu Call of Duty: Finest Hour.
Ebenfalls 2005 erschien Battalion Wars für den Nintendo GameCube. Im Dezember 2005 veräußerte Kuju seine Mobiltelefon-Publishingsparte Kuju Wireless Publishing an The Finesse Publishing Group.
2006 erschien das Action-Rollenspiel Dark Messiah of Might and Magic, zu dem Kuju den Mehrspieler-Modus entwickelte, und ein von Kuju entwickeltes Remake von Sensible Soccer. Im Dezember 2006 unterbreitete die deutsche Investmentgruppe Catalis, ein Dienstleistungsanbieter im Bereich für digitale Inhalte, ein Übernahmeangebot für Kuju Entertainment in Höhe von 4,375 Millionen Pfund, umgerechnet rund 6,53 Millionen Euro. Kujus Board of Directors unterstützte das Übernahmeangebot.
2007 erschienen mehrere von Kuju entwickelte Spiele. Zum einen Battalion Wars 2 für die Wii, zum anderen für den PC der Rail Simulator, ein spiritueller Nachfolger des Microsoft Train Simulator und EyeToy Play Sports für die PS2. Für Atari entwarf Kuju das rundenbasierte Rollenspiel Dungeons & Dragons Tactics für die Handheld-Konsole PlayStation Portable. Am 1. März 2007 wurde Kujus Entwicklungsstudio in Brighton in Zoë Mode umbenannt. Studioleiter Ed Daly beschrieb die Namenswahl wie folgt: “We've created Zoë Mode; she is the personality that reflects our in-house philosophy of accessible, fun gaming for everyone. Zoë Mode does not represent one individual but represents the developers at the studio, the culture of the studio and the consumers.” (deutsch: „Wir haben Zoë Mode erfunden. Sie ist die Persönlichkeit, die unsere hausinterne Philosophie der Zugänglichkeit, des Spielspaßes für jederman widerspiegelt. Zoë Mode steht nicht für ein Individuum, sondern für die Entwickler in unserem Studio, die Studiokultur und die Kunden.“) Am 25. Juni 2007 gab Kuju bekannt, dass das Entwicklerstudio in Sheffield in Chemistry umbenannt wurde und sich auf die Entwicklung von Spielen auf Grundlage der Unreal Engine 3 spezialisieren werde. Im November 2007 wurde der auf Downloadtitel spezialisierte Entwickler doublesix gegründet, im Dezember 2007 eröffnete Kuju das auf Kindersoftware ausgerichtete Studio Nik Nak.
Am 1. Januar 2008 eröffnete mit Kuju America erstmals einen US-Standort in San Francisco, mit der Leitung wurde John Kavanagh betraut, früherer Head of Development von Domark und Eidos Interactive. Anfang Juli 2008 wurde eine Zweigniederlassung von Zoë Mode in London gegründet, am 29. Juli 2008 kündigte Kuju zudem die Umbenennung seines Studios Kuju London in Headstrong Games an. Dieses konzentrierte sich ursprünglich auf die Entwicklung von Wii-Titeln und veröffentlichte für Sega The House of the Dead: Overkill und Der Herr der Ringe: Die Abenteuer von Aragorn für Warner Bros. Spätere Veröffentlichungen beinhalteten unter anderem auch den Nintendo-DS-Titel Art Academy, der sich in Großbritannien 500.000 Mal verkaufte. Am 21. Oktober 2008 kündigte Kuju die Übernahme der Matahari Studios in Manila an, das in Kuju Manila umbenannt wurde und hauptsächlich Zuarbeiten für die Projekte der anderen Kuju-Entwicklerstudios liefern sollte.
Im April 2009 wurde Chemistry geschlossen. Stattdessen gründete Kuju im Juni 2009 einen Ableger seines Studios Zoë Mode in San Francisco. Im Juli 2009 folgt das in der tschechischen Republik angesiedelte Studio Vatra Games, dessen Fokus auf Actionspielen für die Xbox 360, PlayStation 3 und den PC gelegt wurde.
Im Februar 2010 gab Kuju die Schließung von Kuju Manila und die Eingliederung von Nik Nak in Zoë Mode bekannt. Am 7. April 2010 wurde bekannt, dass Nigel Robbins die Rolle des CEO von den Gründern Jonathan Newth und Ian Baverstock übernehmen werde, die dem Unternehmen jedoch als Mitglieder im Board of Directors verbunden blieben. Im Juli 2010 wurde Zoë Mode London geschlossen und mit dem Ursprungsstudio in Guildford zusammengelegt. Im September 2010 wurde doublesix auf Betreiben des Mutterkonzerns Catalis von Kuju abgetrennt und als eigenständige Entität weitergeführt.
2012 erschien der von Vatra für Konami entwickelte Titel Silent Hill: Downpour, nach dessen Veröffentlichung das Studio im Sommer 2012 aufgegeben wurde. Im Juni 2012 übernahm Dominic Wheatly, Mitbegründer von Domark und ehemaliger COO von Eidos Interactive, die Position des CEO. Als 2016 der britischen Entwickler und Publisher Curve Digital von Catalis übernommen wurde, wurde Kuju mit Curve zu Curve Digital Entertainment unter der Leitung von Dominic Wheatly verschmolzen.

## Entwicklerstudios
- Headstrong Games (gegründet als Kuju London)
- Zoë Mode (gegründet als Kuju Brighton)
- Zoë Mode Guildford (gegründet als Nik Nak)
- Zoë Mode San Francisco

Ehemalige Studios
- Chemistry (gegründet als Kuju Sheffield)
- doublesix (ausgegliedert und unabhängig weitergeführt)
- Kuju Manila (ehemals Matahari Studios)
- Vatra Games
- Zoë Mode London

## Veröffentlichte Titel
- 1998: Xenocracy
- 1998: Team Apache
- 2000: Ka-52 Team Alligator
- 2000: Raumschiff Halcyon Sun (Episodenspiel)
- 2001: Microsoft Train Simulator
- 2002: SingStar (mit SCE London Studio)
- 2002: Fireblade
- 2003: Warhammer 40.000: Fire Warrior
- 2004: Crash Twinsanity 3D
- 2004: Call of Duty: Finest Hour (Mehrspieler-Modus)
- 2004: EyeToy: Play 2 (mit SCE London Studio)
- 2005: EyeToy: Play 3 (mit SCE London Studio)
- 2005: Conspiracy: Weapons of Mass Destruction
- 2005: Battalion Wars
- 2006: Dark Messiah of Might and Magic (Mehrspieler-Modus)
- 2006: Sensible Soccer 2006
- 2006: Terror Strike
- 2007: Geometry Wars: Galaxies (mit Bizarre Creations)
- 2007: Battalion Wars 2
- 2007: Dungeons & Dragons Tactics
- 2007: Nucleus
- 2007: Rail Simulator (2009 umbenannt in Railworks)
- 2008: You’re in the Movies
- 2009: The House of the Dead: Overkill
- 2009: Art Academy
- 2010: Der Herr der Ringe: Die Abenteuer von Aragorn
- 2011: Chime: Super Deluxe
- 2011: Rush ’n Attack: Ex-Patriot
- 2012: Silent Hill: Downpour
- 2012: Top Gun: Hard Lock
- 2012: New Art Academy
- 2012: Rabbids Rumble
- 2013: Art Academy: SketchPad
- 2014: Pokémon Art Academy
- 2015: Guitar Hero Live
- 2016: Disney Art Academy
- 2016: Marvel: Ultimate Alliance
- 2016: Marvel: Ultimate Alliance 2
- 2019: Narcos: Rise of the Cartels

## Belege
1. ↑  nordmedia.de (Seite nicht mehr abrufbar, festgestellt im April 2019. Suche in Webarchiven)  Info: Der Link wurde automatisch als defekt markiert. Bitte prüfe den Link gemäß Anleitung und entferne dann diesen Hinweis.
2. ↑  Simis bei MobyGames (englisch)
3. ↑  gamasutra.com
4. ↑  gamezone.de
5. ↑  gamasutra.com
6. ↑  netzwelt.de
7. ↑  Investment group makes GBP 4.4 million offer for Kuju Plc
8. ↑  videogamer.com
9. ↑  ign.com
10. ↑  Kuju studio becomes Zoë Mode
11. ↑  Kuju rebrands Sheffield studio
12. ↑  Kuju establishes new download-focused studio doublesix (Memento vom 4. Oktober 2013 im Internet Archive)
13. ↑  Kuju opens new Nik Nak studio aimed at kids (Memento vom 4. Oktober 2013 im Internet Archive)
14. ↑  Kuju targets casual market with new US studio
15. ↑  kotaku.com
16. ↑  mcvuk.com (Memento des Originals vom 22. Februar 2014 im Internet Archive)  Info: Der Archivlink wurde automatisch eingesetzt und noch nicht geprüft. Bitte prüfe Original- und Archivlink gemäß Anleitung und entferne dann diesen Hinweis.
17. ↑  Kuju expands to the Philippines (Memento des Originals vom 25. Oktober 2017 im Internet Archive)  Info: Der Archivlink wurde automatisch eingesetzt und noch nicht geprüft. Bitte prüfe Original- und Archivlink gemäß Anleitung und entferne dann diesen Hinweis.
18. ↑  kotaku.com
19. ↑  kotaku.com
20. ↑  Kuju Announces New Studio Developing PS3, 360 and PC Projects (Memento vom 16. September 2013 im Webarchiv archive.today)
21. ↑  Kuju closes Manila branch, integrates kid-focused studio (Memento vom 28. Januar 2015 im Internet Archive)
22. ↑  Baverstock & Newth step down from Kuju (Memento vom 16. Januar 2013 im Internet Archive)
23. ↑  gamesindustry.biz
24. ↑  develop-online.net (Memento des Originals vom 5. September 2010 im Internet Archive)  Info: Der Archivlink wurde automatisch eingesetzt und noch nicht geprüft. Bitte prüfe Original- und Archivlink gemäß Anleitung und entferne dann diesen Hinweis.
25. ↑  gamesindustry.biz
26. ↑  gamesindustry.biz
27. ↑  Chris Kerr: Curve Digital merges with Kuju to boost British publishing prospects. In: Game Developer. 7. Januar 2016, abgerufen am 16. Juli 2023 (englisch).